# StG 44
O StG 44 (abreviação de Sturmgewehr 44, "fuzil de assalto 44") foi a primeira arma explicitamente chamada de fuzil de assalto. Entrou em serviço no Exército Alemão durante a Segunda Guerra Mundial. Inicialmente, a arma era classificada como pistola-metralhadora (machinenpistole), recebendo a denominação MP44. As suas versões anteriores receberam as denominações MP 43/1, MP 43 e MKb 42(H).
Em 1946 Mikhail Kalashnikov examinou uma StG 44 capturada e usou funcionalidades chave do design na produção do fuzil de assalto AK-47.

## Descrição

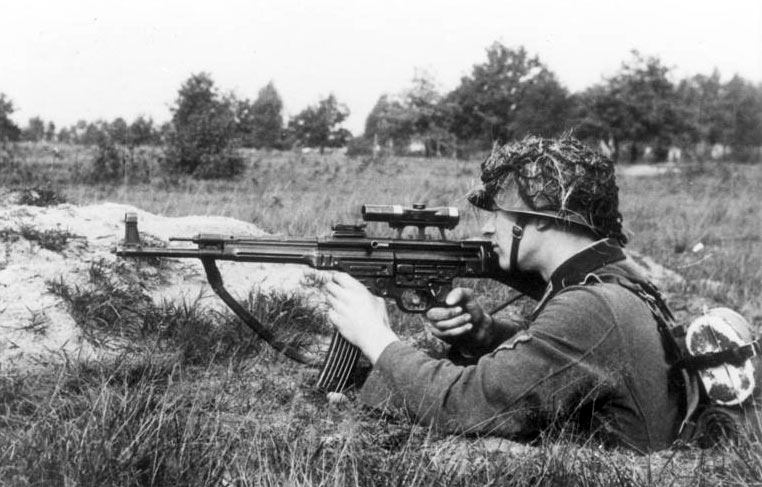
Um soldado demonstrando a variante de transição MP 43/1, utilizada para determinar a adequação do fuzil para efeitos de arrebatamento, em outubro de 1943. O fuzil está equipado com uma visão telescópica ZF 4

MP 43, MP 44 e StG 44 eram designações diferentes para o que era essencialmente o mesmo fuzil com pequenas atualizações na produção. A variedade de nomenclaturas resultou da complicada burocracia na Alemanha nazista. Desenvolvido a partir da "carabina de máquina" Mkb 42(H), o StG 44 combinou as características de uma carabina, submetralhadora e fuzil automático. StG é uma abreviação de Sturmgewehrr. De acordo com um relato, o nome foi escolhido pessoalmente por Adolf Hitler por motivos de propaganda e significa literalmente "fuzil de ataque", como em "atacar (i.e., assalto) uma posição inimiga", embora algumas fontes contestem que Hitler tenha muito a ver com cunhar o novo nome, além de assinar a ordem. Após a adoção do StG 44, a tradução em inglês "assault rifle" tornou-se a designação aceita para esse tipo de pequeno braço da infantaria. Ao longo de sua produção, houve pequenas mudanças na extremidade traseira, no focinho, na forma da base da mira frontal e no degrau do cano.
O fuzil esteve em câmara para o cartucho 7,92×33mm Kurz. Esta versão mais curta do fuzil padrão alemão (7,92×57mm), em combinação com o design de fogo seletivo da arma, forneceu um compromisso entre o poder de fogo controlável de uma submetralhadora de pelotão com a precisão e a potência de um fuzil Karabiner 98k de ação rápida em intervalos intermediários. Enquanto o StG 44 tinha menos alcance e potência do que os fuzis de infantaria mais poderosos do dia, estudos do Exército mostraram que poucos engajamentos de combate ocorreram em mais de 300 metros (330 yd)e a maioria dentro de 200 metros (220 yd). Cartuchos de fuzil de alta potência eram excessivos para a grande maioria dos usos de soldado médio. Apenas um especialista treinado, como um franco-atirador, ou soldados equipados com metralhadoras, que dispararam várias rodadas em um alvo conhecido ou suspeito, poderia fazer uso total da autonomia do alcance e potência da rodada no fuzil padrão.
Os britânicos criticaram a arma, dizendo que o receptor poderia ser dobrado e o parafuso trancado pelo simples ato de derrubar um fuzil inclinado sobre um chão duro. Uma avaliação norte-americana de pós-guerra ridicularizou o StG-44 como "medíocre," "volumoso" e "desajeitado," declarando-o incapaz de sustentar-se em fogo automático e propenso ao bloqueio, embora o relatório aceitasse que a sua precisão era "excelente para uma arma do tipo."

## História

### Antecedentes
No final do século 19, os cartuchos de armas de pequeno porte tinham sido capazes de disparar com precisão a longas distâncias. As balas revestidas por pólvora sem fumaça eram mortais a 2.000 metros (2.200 jardas). Isso estava além do alcance que um atirador poderia acertar um alvo com miras abertas, já que naquele alcance um alvo do tamanho de um homem seria completamente bloqueado pela lâmina da mira frontal. Apenas unidades de fuzileiros disparando em salvas poderiam atingir alvos agrupados nessas faixas. Esse estilo de luta foi tomado pela introdução generalizada de metralhadoras, que faziam uso desses poderosos cartuchos para suprimir o inimigo a longa distância. Os fuzis continuavam sendo a principal arma da infantaria, mas em algumas forças eram vistas como uma arma secundária ou de apoio, apoiando as metralhadoras.
Isso deixou uma grande lacuna no desempenho; o fuzil não era efetivo nos alcances que teoricamente poderia alcançar, embora fosse muito maior e mais poderoso do que o necessário para um combate próximo. Armas para uso de curto alcance existiam, inicialmente pistolas semiautomáticas e, posteriormente, metralhadoras automáticas. Estes disparos de rondadas de pistolas pequenas que não tinham potência e eram úteis apenas para alcance muito curto na ordem de menos de 100 metros (330 pés). A lacuna nos intervalos de cartuchos levou à pesquisa sobre a criação de uma rodada intermediária para preencher essa lacuna. Este tipo de munição estava sendo considerado já em 1892, mas os militares na época ainda estavam fixados em aumentar o alcance máximo e a velocidade das balas de seus fuzis.

### Desenvolvimento

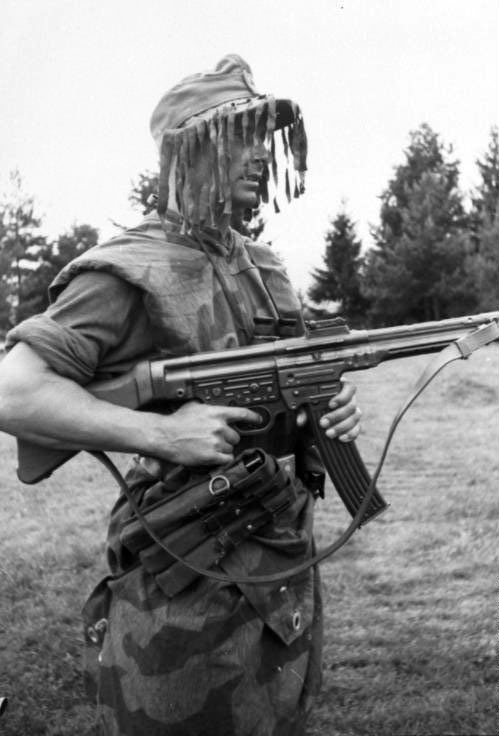
Um soldado alemão de infantaria armado com um Sturmgewehr 44, vestindo camuflagem "splinter" e um terno Ghillie em 1944.

A Sturmgewehr 44 tem origem na MKb 42(H) - Machinenkarabiner 42 (Haenel), arma classificada como carabina-metralhadora, desenvolvida pela Alemanha Nazi nas etapas iniciais da Segunda Guerra Mundial.
No início da guerra, o exército Alemão considerava o fuzil como apenas uma arma de "suporte", sendo a arma primária da infantaria, a metralhadora. Num típico pelotão os soldados carregavam consideravelmente mais munições para a sua MG34 do que para seus próprios fuzis. Contudo a metralhadora provou ser demasiado grande para ser operada durante a batalha, significando que os soldados precisavam de usar seus fuzis enquanto avançavam. Enquanto isso, os defensores não tinham limitações no uso das suas metralhadoras devido a encontrarem-se em posições fixas.
Ao utilizar as suas tácticas blitzkrieg (guerra relâmpago) de rápida ofensiva, o Exército Alemão viu-se sem armas eficazes para um avanço rápido e para responder aos fuzis com maior cadência de tiro dos aliados. Por este motivo foi aumentado o uso de pistolas-metralhadoras como a MP28, a MP38 e a MP40, formando unidades conhecidas como tropas de assalto que podiam produzir um grande volume de fogo enquanto avançavam. No entanto, o uso de munições de pistolas fazia com que as pistolas-metralhadoras tivessem um alcance demasiado curto, tornando as tropas de assalto apenas eficazes em zonas urbanas.
O problema voltou a se notar mais uma vez durante a invasão da União Soviética. O Exército Vermelho tinha estado, anteriormente à invasão, a substituir seus velhos fuzis de repetição por fuzis semiautomáticos mais sofisticadas. Números cada vez maiores de fuzis Tokarev SVT-38 e SVT-40 estavam sendo distribuídas às unidades do Exército Vermelho, quando a invasão teve início, embora estas armas mais avançadas estivessem restritas a unidades de elites e a oficiais, devido à sua baixa produção inicial. Além das Tokarev SVT-38 e SVT-40, as forças soviéticas estavam equipadas com pistolas-metralhadoras ainda mais avançadas que as alemãs, dando-lhes uma superioridade em poder de fogo. Além disso nas forças soviéticas, as pistolas-metralhadoras eram distribuídas numa escala maior que nas forças alemãs, com algumas das suas companhias de infantaria terem a totalidade dos seus elementos armados com as poderosas PPSh-41.
A experiência dos soviéticos com estes grandes volumes de armas automáticas obrigaram os comandantes alemães a reconsiderar as suas necessidades de armas. O Exército Alemão já tinha tentado introduzir a sua própria arma semiautomática, sendo a mais notável a Gewehr 41, mas estes fuzis revelaram problemas no campo de batalha e a sua produção era insuficiente para as necessidades alemãs.
Os alemães também verificaram que a maioria dos combates de infantaria ocorriam a uma distância inferior a 500 metros. Porém para a realização desse projeto, os alemães viram que teriam que fabricar um novo cartucho de potência reduzida. O resultado foi a munição 7,92x33 mm Kurtz (curto). Esse cartucho permitiu a criação de uma arma leve, de recuo reduzido, que pudesse disparar em modo automático por longos períodos de tempo sem a necessidade de efetuar nenhuma troca de cano. Assim estava aberto o caminho para a criação do StG44.

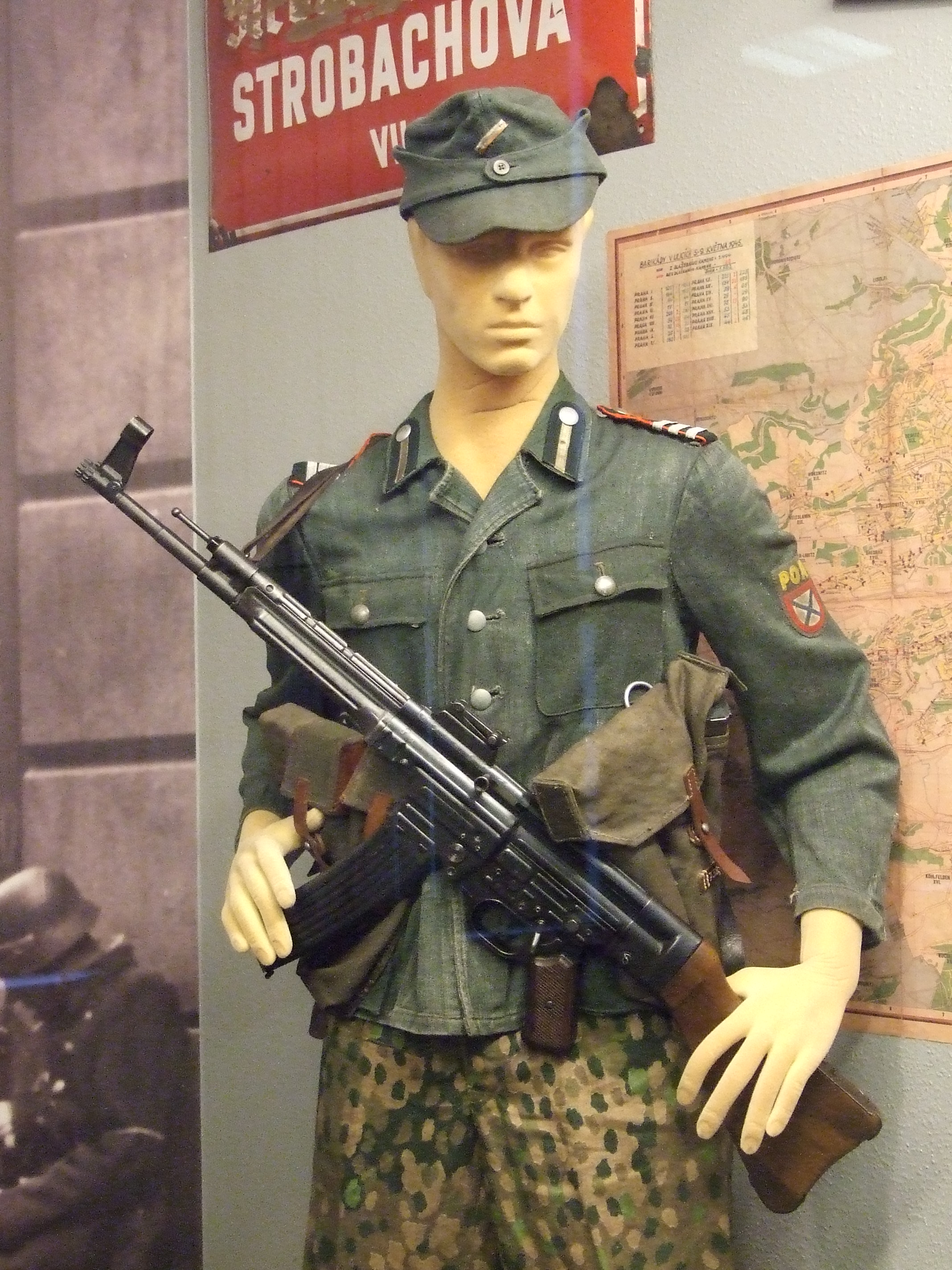
O StG 44 em um museu de Praga

O StG 44 foi fabricado inicialmente pela empresa Walther e depois pela Mauser. No começo do seu projeto, Hitler foi contra a sua fabricação, porém os engenheiros alemães sabiam que tinham diante de si uma excelente arma, por isso desobedeceram ao Fuhrer e iniciaram sua produção com a sigla MP44 (MP era a sigla das pistolas-metralhadoras). Quando uma unidade de infantaria foi isolada na Frente Oriental, lhe foi lançado de pará-quedas um enorme suprimento de StG 44, e a unidade saiu abrindo caminho lutando até a frente principal. Isto carreou fama para a arma e logo se fizeram exigências para que ela fosse distribuída para todo exército. Perante isso, os projetistas tiveram que pedir novamente a autorização de Hitler para que a arma fosse produzida em massa. Desta vez, Hitler, com bastante entusiasmo concordou que a produção da arma fosse iniciada com prioridade absoluta em 1943, com a designação de MP43. A versão saída em 1944 recebeu a designação MP44. Hitler ficou tão impressionado com a MP44 que a batizou de "Sturmgewehr" (Fuzil de Assalto), sendo a mesma redesignada oficialmente de StG44.
Uma simples companhia armada com StG44 tinha um poder de fogo devastador sobre o inimigo, por isso essa arma tornou-se muito temida pela infantaria aliada que a enfrentava. A StG 44 foi muito usado nas estágios finais da guerra e principalmente na ofensiva de inverno de Hitler no setor das Ardennas.

### Pós-1945
A StG 44 é geralmente aceito como sendo o primeiro fuzil de assalto do mundo, e o seu efeito no desenho de armas de fogo no pós-guerra mostrou abrangente, tendo inclusive servido como base para a criação do AK-47 de Mikhail Kalashnikov e do M16 norte-americano.
Em agosto de 1945, o exército vermelho tinha montado 50 StG 44 das peças existentes do conjunto, e tinha começado a inspecionar seu projeto. 10.785 folhas de projetos técnicos foram confiscados pelos soviéticos como parte de sua pesquisa. Em outubro de 1945, Hugo Schmeisser foi forçado a trabalhar para o exército vermelho e instruído a continuar o desenvolvimento de armas novas. O talento de Schmeisser continuou a auxiliar a União Soviética, e, junto com outros desenhistas de armas e suas famílias, foi enviado para a URSS. Em 24 de Outubro de 1946, os especialistas alemães montaram um trem para Izhevsk nas montanhas do sul de Ural. Após a chegada de Hugo Schmeisser em Izhevsk, os sovietes começaram o desenvolvimento de armas novas e etapas da produção de AK-47.

## Usuários
- Somália[11]
- Coligação Nacional Síria para Forças Revolucionárias e de Oposição[12]

Antigos usuários
- Argentina (três construídos apenas para fins de teste)[13]
- Argélia[11]
- Burkina Faso[11]
- Croatia[14]
- Checoslováquia[15]
- Alemanha
- Alemanha Ocidental
- Alemanha Oriental
- Hungria[16]
- União Soviética (capturado)
- Polónia (capturado)
- Vietnã do Norte[17]
- Iugoslávia[18]